# 皇家穆斯克龍精英
皇家穆斯克龍精英（Royal Excel Mouscron）是比利時的一支職業足球會，在原皇家穆斯克龙精英足球俱乐部與佩尔韦足球俱乐部於2010年破產後，於同年合併，現時於比利时足球甲级业馀联赛比赛。球會前名為皇家穆斯克龍-佩尔韦（Royal Mouscron-Péruwelz），2016年改為現名。